# Pietralba
Pietralba (in corso Petralba) è un comune francese di 451 abitanti situato nel dipartimento dell'Alta Corsica nella regione della Corsica.

## Società

### Evoluzione demografica
Abitanti censiti

## Infrastrutture e trasporti
Attraversata dalla linea a scartamento metrico Ponte Leccia – Calvi della rete ferroviaria corsa, il paese era servito dalla stazione ferroviaria omonima, che al 2011 risulta abbandonata e dismessa. L'impianto si trovava a circa sei chilometri di distanza dal centro abitato.